# Société française de pédiatrie
Pour les articles homonymes, voir SFP.
La Société française de pédiatrie (SFP) est une société savante créée en 1929 destinée à représenter, à promouvoir et à développer la pédiatrie française. Elle publie Les Archives de pédiatrie et La Lettre de la SFP et organise un congrès annuel.

## Historique de la Société française de pédiatrie
La Société française de pédiatrie a été fondée en 1929, succédant à l'Association française de pédiatrie, fondée par le Professeur Victor Hutinel.
La Société française de pédiatrie est association loi de 1901 fédérant les dix Réunions ou Sociétés régionales de pédiatrie. Elle s’est dotée de nouveaux statuts en 1998 afin d’avoir une représentation à trois parts égales des pédiatres de différents horizons : hospitalo-universitaires, hôpitaux généraux, libéraux et de la pédiatrie communautaire.

## Revues et congrès de la société française de pédiatrie
Le 1er mai 1903, le pédiatre lillois Dr Édouard-Louis Ausset lance La Pédiatrie Pratique, journal de clinique et de thérapeutique infantiles, qui deviendra la revue de l'Association française de pédiatrie. Le premier congrès de l'Association française de pédiatrie s'est tenu du 6 au 9 octobre 1912, sous la présidence du professeur Hutinel.
Le 25 janvier 1912, le pédiatre Emile Cassoute (1868 - 1946) lance Pédiatrie, revue mensuelle de médecine et de chirurgie infantiles, de puériculture et d'hygiène scolaire à l'usage des praticiens et des étudiants, éditée par la réunion lyonnaise de pédiatrie. La revue disparaîtra en 1993. En 1993, de la fusion de plusieurs revues naissent les Archives de pédiatrie,.

## Prix de la société française de pédiatrie
La Société française de pédiatrie a créé en 1997 le prix Pierre Royer (du nom du néphro-pédiatre), remis tous les 2 à 3 ans.

### Récipiendaires
- Pierre Maroteaux (1997)[11]
- Alain Fischer (2000)[13]
- Gilbert Huault (2003)[14]
- Antoine Bourrillon (2011)[15]
- Danièle Sommelet (2013)[16]
- Dominique Turck (2016)[17]

## Objectifs de la société française de pédiatrie
Cette société savante s'est donnée pour mission de : 
- promouvoir toutes initiatives en faveur de la santé de l’enfant et de l’adolescent ;
- favoriser la collaboration et les échanges entre les pédiatres des différents modes d’exercice ;
- contribuer à la réflexion sur la formation initiale et continue des pédiatres et des généralistes ;
- promouvoir la recherche ;
- favoriser l’égal accès à des soins de qualité et mener des actions d’information et de prévention ;
- constituer un organisme de référence pour les pouvoirs publics ;
- représenter la pédiatrie française à l’étranger et développer les échanges internationaux.

### Lutte contre l'habitat indigne
Dans le cadre de la lutte contre l’habitat indigne, elle contribue avec la Société Francophone de Santé-Environnement et la Société Française de Santé Publique aux travaux et réflexions sur des évolutions réglementaires et organisationnelles. Elle rappelle le rôle des acteurs de santé dans la lutte contre l’habitat insalubre et propose des recommandations pour guider la réforme des politiques publiques dans ce sens.

## Positions pendant la pandémie à COVID-19
La SFP a été critiquée pour ses avis pendant la pandémie à COVID-19, notamment en minimisant le risque de contagiosité par les enfants, et en s'opposant au port du masque chez les moins de 11 ans,,. Ces prises de position vont notamment à l'encontre de l'avis de l'OMS.

### Opposition de la SFP au port du masque chez les enfants
Pendant la pandémie de COVID-19 en France, la Société française de pédiatrie s'est opposée au port du masque chez les enfants avant 11 ans jusqu'au 13 octobre 2020,,,.
Le 30 octobre 2020, au lendemain de l'adoption du masque dès 6 ans par le gouvernement, la présidente de la SFP a finalement estimé que « c'était une mesure importante à prendre pour protéger les enseignants, les enfants et qui devrait certainement rassurer l'ensemble des familles et les professionnels de l'enfance ». En février 2021, la SFP a estimé que le port du masque chez les 6-11 ans à partir de novembre se justifiait « a posteriori ». 
Le 17 juin 2021, la SFP appelle à lever le masque chez les enfants pour la fin d'année scolaire en raison d'une faible circulation virale. En novembre 2021, la présidente de la SFP s'oppose à nouveau au retour du masque chez les moins de 11 ans, estimant que « ça n'a pas de sens » et que "le gouvernement se trompe de cible". En mars 2022, le vice-président de la SFP se félicite de la suppression de l'obligation du masque chez tous les élèves à partir du 14 mars.

### Scepticisme quant à la contamination des adultes par les enfants
Fin août 2021, la présidente de la SFP estime que « on voit bien que le virus passe de l'adulte vers l'enfant, et pas l'inverse comme on l'entend parfois encore dire » et que « au bout du compte le virus ne tuera que très peu d'enfants à l'école et, quand bien même il circulerait, ça ne serait pas épouvantable ». En novembre 2021, elle estime que « les moins de 12 ans sont peu affectés par l’infection Covid et non-contagieux » et que « la contagiosité ne se fait pas à l’école ».

### Position tardive sur la vaccination des 5-11 ans
En novembre 2021, après l'ouverture de la vaccination aux 5-11 ans aux États-Unis sur les avis des CDC et de la FDA, les sociétés savantes françaises de pédiatrie préconisent d'attendre le suivi de pharmacovigilance dans les pays où il est implémenté et « d'envisager les bénéfices de l'immunité naturelle » chez les enfants sans comorbidité. 
Le 1er décembre 2021, après l'ouverture de la vaccination aux 5-11 ans dans quelques pays (dont Canada, Israël et Autriche) et l'avis positif de l'Agence Européenne des Médicaments, la présidente de la SFP émet un avis réservé : « vacciner les enfants, pourquoi pas mais peut-être pas tout de suite ». 
Le 27 décembre, la SFP se positionne en faveur de la vaccination des enfants, ouverte depuis 5 jours dans le pays. Alain Fischer, président du Conseil d'orientation de la stratégie vaccinale, juge que la SFP a « mis beaucoup de temps à revoir sa position », ayant pu contribuer à l'échec de la campagne vaccinale des 5-11 ans en France.